# Scilloideae
Scilloideae is een botanische naam, voor een onderfamilie van eenzaadlobbige planten. Een onderfamilie onder deze naam wordt niet zo vaak erkend door systemen voor plantentaxonomie, maar wel door het APG III-systeem (2009), alwaar ze in de familie Asparagaceae geplaatst is. Het gaat dan om dezelfde groep planten die in het APG-systeem (1998) en het APG II-systeem (2003) (eventueel) de familie Hyacinthaceae vormde.
Het zijn over het algemeen bolgewassen, dus kruidachtig en overblijvend. Deze planten komen vooral in de Oude Wereld voor en met name in Zuid-Afrika en van de Middellandse Zee tot Centraal-Azië.

## Geslachten
De volgende geslachten worden behandeld in Wikipedia:
- Albuca
- Alrawia
- Barnardia
- Bellevalia
- Bowiea
- Brimeura
- Chionodoxa (Sneeuwroem)
- Hyacinthoides
- Hyacinthus (Hyacint)
- Muscari (Druifhyacint)
- Ornithogalum (Vogelmelk)
- Scilla (Sterhyacint)

Alsook de soorten:
- Bowiea volubilis
- Kuifhyacint (Muscari comosum)
- Wilde hyacint (Hyacinthoides non-scripta)
- Hyacint (Hyacinthus orientalis)
- Gewone vogelmelk (Ornithogalum unbellatum)
- Knikkende vogelmelk (Ornithogalum nutans)
- Vroege sterhyacint (Scilla bifolia) en andere Scilla-soorten